# Тахталым
Тахталым — станция в Кунашакском районе Челябинской области. Входит в состав Халитовского сельского поселения. 

## География
Расположена на линии Челябинск— Каменск-Уральский, в 94 км от Челябинска и в 1 км к северу от села Халитова. Расстояние до районного центра, Кунашака, 39 км.

## Население
| 2002 | 2010 |
| ---- | ---- |
| 296  | ↘269 |

(1959 — 539 чел., в 1970 — 474, в 1983 — 315, в 1997 — 257, в 2002 — 296 чел)

## Улицы
- Мансуровский переулок
- Маслозаводская улица
- Переездная улица
- Полевая улица
- Станционная улица

Этимология. По преданиям местных башкир, свое название получило от слияние двух терминов: тәхет - трон, алим - ученый. Источник: жители Тахталыма, бабушки, дедушки.